# Nemosoma fleutiauxi
Nemosoma fleutiauxi is een keversoort uit de familie schorsknaagkevers (Trogossitidae). De wetenschappelijke naam van de soort werd in 1947 gepubliceerd door Edmond Fleutiaux, Legros, Lepesme & Paulian.